# 宮本悳
宮本 悳（みやもと いさお、1930年11月29日 - 1996年7月28日）は、日本中央競馬会に所属した騎手、調教師。
1951年に国営競馬（後の日本中央競馬会）で騎手デビューし、1963年にリュウフォーレルで天皇賞（秋）と有馬記念、1968年にタニノハローモアで東京優駿（日本ダービー）を制した。1971年より調教師となり、1996年に在職のまま死去。

## 経歴
1930年、千葉県館山町（後の館山市）に生まれる。父親が競馬好きであったことから騎手になることを勧められ、1948年に国営競馬の武輔彦厩舎（阪神競馬場）に騎手見習いとして入門。1951年に騎手となった。長らく騎乗機会に恵まれず不遇を託っていたが、1956年より所属した橋本正晴厩舎（京都競馬場）を懇意にしていた三好諦三に真面目な仕事ぶりを認められ、その所有馬の騎手に抜擢された。1959年、リュウショウでの重賞初勝利を皮切りに、以後「リュウ」を冠名とする三好所有馬で次々と重賞を制していく。1963年にはリュウフォーレルで天皇賞（秋）を制覇し八大競走を初制覇、年末にはグランプリ競走の有馬記念にも優勝した。また、同馬の引退後にはリュウファーロスと重賞戦線を賑わせ、4重賞を制している。しかし宮本はリュウファーロスに八大競走を勝たせられなかったことを悔い、後々まで事あるごとにその名を口にした。
1968年には谷水信夫が創設したカントリー牧場の初年度生産馬・タニノハローモアで日本ダービーを制してダービージョッキーの称号を得ると、1971年2月をもって騎手を引退し、調教師に転じた。通算3111戦388勝。その3分の2以上の勝ち星は30代以降に挙げたものであった。
三好、谷水の所有馬を擁して厩舎を開業したが、欲のない性格もあり成績は伸び悩んだ。しかし開業17年目の1988年にタニノスイセイで朝日チャレンジカップを制し、調教師として重賞を初勝利。1991年には初めて年間20勝を超える22勝を挙げ、翌1992年にはディクターガールでのスワンステークス勝利を含む自己最高の24勝を挙げた。1993年も21勝を挙げるなど成績を安定させていったが、1996年7月27日に小倉競馬への出張中に脳溢血で倒れ、翌28日に死去した。65歳没。調教師通算成績は4110戦349勝。

## 通算成績

### 騎手成績
| 通算成績 | 1着 | 2着 | 3着 | 4着以下 | 出走回数 | 勝率 | 連対率 |
| -------- | --- | --- | --- | ------- | -------- | ---- | ------ |
| 平地     | 363 | 338 | 404 | 1,788   | 2,943    | .123 | .255   |
| 障害     | 25  | 38  | 45  | 60      | 168      | .149 | .375   |
| 計       | 388 | 426 | 449 | 1,848   | 3,111    | .125 | .262   |

#### 主な騎乗馬
※括弧内は宮本騎乗時の優勝重賞競走。
八大競走優勝馬
- リュウフォーレル（1963年天皇賞・秋、有馬記念など重賞7勝）
- タニノハローモア（1968年東京優駿など重賞3勝）

その他重賞競走優勝馬
- リュウショウ（1959年京都4歳特別）
- ホマレリュウ（1959年宝塚杯）
- キンシオー（1960年タマツバキ記念・春）
- リュウライト（1960年阪神3歳ステークス）
- カツラバラッケー（1961年アラブ大賞典）
- リュウファーロス（1966年阪神大賞典 1967年大阪杯 1968年日本経済新春杯、スワンステークス）
- ニホンピローホマレ（1968年京都記念・春）
- タニノムーティエ（1969年デイリー杯3歳ステークス）
- シバクサ（1970年デイリー杯3歳ステークス）
- リュウスパーション（1970年京都記念・秋）

### 調教師成績

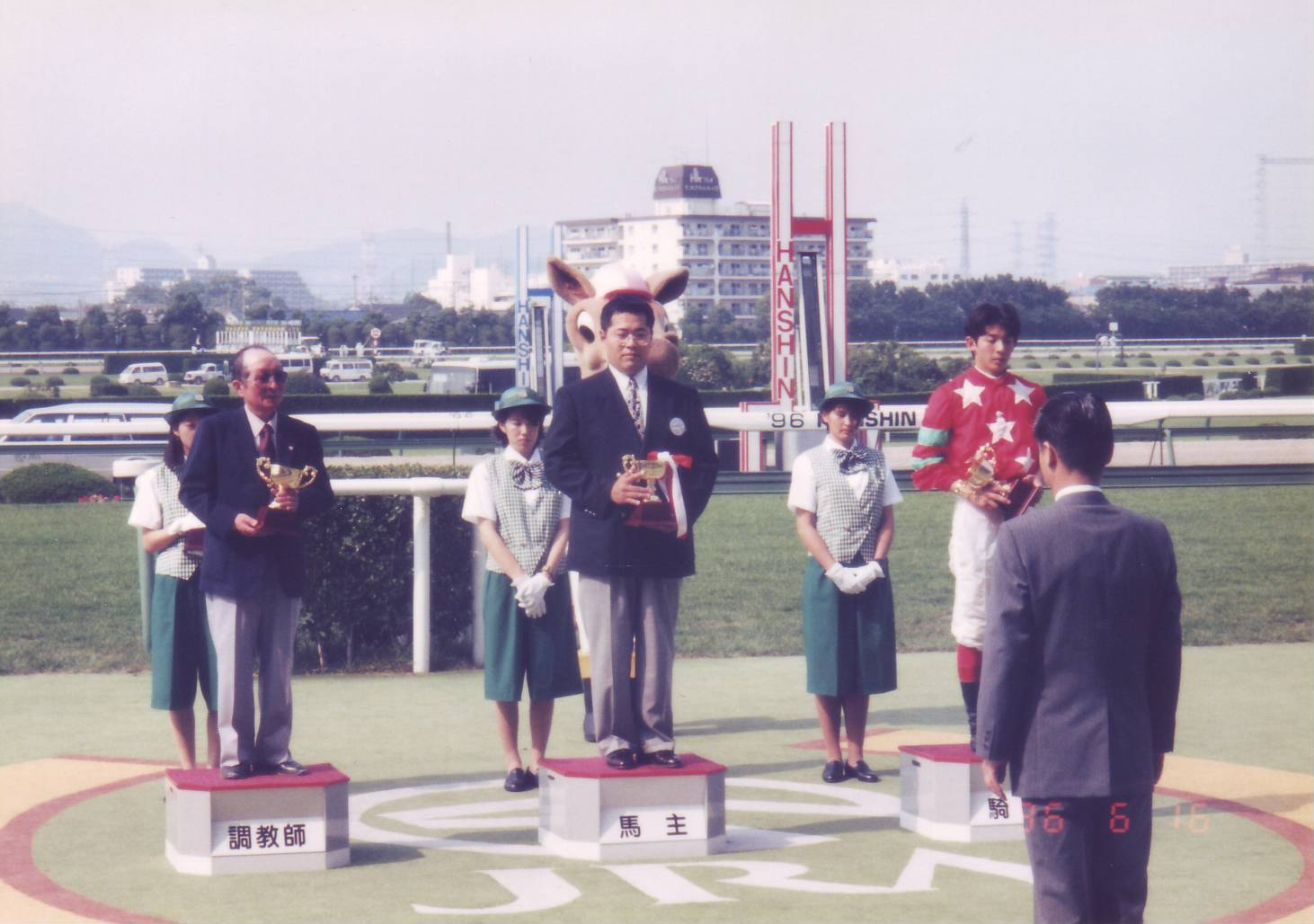
1996年6月16日、舞子特別表彰式（左が宮本）

| 通算成績 | 1着 | 2着 | 3着 | 4着以下 | 出走回数 | 勝率 | 連対率 |
| -------- | --- | --- | --- | ------- | -------- | ---- | ------ |
| 平地     | 332 | 378 | 436 | 2,796   | 3,942    | .086 | .189   |
| 障害     | 17  | 25  | 29  | 97      | 168      | .101 | .250   |
| 計       | 349 | 403 | 465 | 2,893   | 4,110    | .085 | .183   |

※数字は中央競馬成績のみ

#### 主な管理馬
- タニノスイセイ（朝日チャレンジカップ、北九州記念）
- ディクターガール（スワンステークス）

その他の管理馬
- タニノクリスタル（アネモネステークス。タニノギムレットの母）

## 主な厩舎所属者
※太字は門下生。括弧内は厩舎所属期間と所属中の職分。
- 加藤敬二（1971年-1986年 厩務員、調教助手）

## 親族
- 甥 - 宮本博、岸滋彦
- 義兄弟 - 中尾謙太郎、中尾銑治、中尾正
- 義甥 - 中尾秀正